# 李繼先
李繼先（1506年—1549年），字伯孝，四川瀘州人，民籍。明朝政治人物。

## 生平
二月二十三日生，行一，治《書經》，由州學生中式四川鄉試第十六名舉人，年三十三歲中式嘉靖十七年戊戌科會試第一百七十五名，第二甲第七十七名進士。次年授户部雲南司主事，二十年督饷辽东，二十一年监德州倉，二十三年监徐州倉。

## 家族
曾祖李勛，贈推官；祖李復初，知州；父李宋；母何氏。慈侍下，妻吳氏，兄繼登；繼升；繼昌，弟繼賢；繼學。